# Rodolphe Lindt
Rodolphe Lindt, németesen Rudolf Lindt (Bern, 1855. július 16. – Bern, 1909. február 20.) svájci gyógyszerész, csokoládégyáros és feltaláló. A Lindt csokoládégyár alapítójaként és a konsírozás, valamint az ennek elvégzésére alkalmas gép feltalálójaként ismert.

## Élete
Lindt Bernben született Johann Rudolf Lindt gyógyszerész és politikus és Armalia Eugenia Salchli gyermekeként. Gyógyszerésznek tanult, emellett 1873-tól két éven át a Lausanne-i Amédée Kohler & fils csokoládégyárban dolgozott, majd 1879-ben megalapította saját gyárát a Bern Mattequartier városrészében.
1879 decemberében rájött. hogy a csokoládémassza hosszas melegítése és gyúrása javítja annak állagát és ízét. Ez az eljárás a konsírozás, amelyhez egy gépet is kifejlesztett. A konsírozás során a masszából elpárolognak az íz és aroma szempontjából nemkívánatos illékony anyagok (savak), valamint a csokoládébab szemcséinek aprításával a massza selymessé válik. A konsírozás során 55-85 °C-on melegítették a csokoládémasszát, miközben kőhengerekkel hengerelték. A korábbi időszakokban a csokoládékészítéshez nem használtak kakaóvajat, Lindt az első között alkalmazta ezt az anyagot az ipari csokoládégyártásban. A kakaóvaj kipréselésére alkalmas prést Casparus van Houten fejlesztette ki 1828-ban. Lindt a csokoládégyártás történetébe a konsírozással és a kakaóvaj bevezetésével írta be a nevét.
1899-ben Lindt a gyárat és a konsírozás titkát 1,5 millió frankért eladta a Chocolat Sprüngli AG-nak, amely azt követően a Chocoladefabriken Lindt & Sprüngli AG nevet viseli.

## Fordítás
- Ez a szócikk részben vagy egészben  a   Rodolphe_Lindt című angol Wikipédia-szócikk ezen változatának fordításán alapul.  Az eredeti cikk szerkesztőit annak laptörténete sorolja fel. Ez a jelzés csupán a megfogalmazás eredetét és a szerzői jogokat jelzi, nem szolgál a cikkben szereplő információk forrásmegjelöléseként.